# Paumari
I Paumari sono un gruppo etnico del Brasile che ha una popolazione stimata in circa 1559 individui (2010). Parlano la lingua Paumari (codice ISO 639: PAD) ma molti componenti di questo gruppo parlano anche il portoghese. Sono principalmente di fede animista. Denominazioni alternative: Purupurú.

## Insediamenti
Conosciuti anche come "i nomadi del Purus", i Paumari vivono nello stato brasiliano di Amazonas, in 3 villaggi, situati nei pressi del fiume Purus. Costruiscono le abitazioni su zattere galleggianti chiamate flutuantes. Sono conosciuti per la loro attitudine a vivere a contatto con l'acqua, i loro habitat principali sono infatti le pianure alluvionali (várzeas), i fiumi e i laghi del bacino del fiume Purus con i suoi affluenti come l'Ituxi, il Sepatini e il Tapauá.

## Storia
Secondo alcuni studiosi, sono discendenti di un sottogruppo degli antichi Purupuru, un popolo estinto che ha occupato una regione nei pressi della foce del Purus a di quella dell'Ituxi nel XVIII secolo. I Purupuru furono menzionati nella metà del XIX secolo quali abitanti della regione tra il lago di Jary e il fiume Paraná-Pixuna (affluente di destra del basso Purus) e la foce dell'Ituxi. Un altro sottogruppo estinto dei Purupuru, i Juberi (Jubirí, Yuberí), era situato nella parte bassa del fiume Tapauá, sulle rive del lago Abonini e sulle rive del Purus prima della foce del fiume Mamoriá-Açu. Gli attuali Paumari sono stati menzionati per la prima volta solo nel 1845 dal mercante Manoel Urbano da Encarnação come gruppo di indios sfruttati per la raccolta di drogas do sertão, sostanze ricavate dalla vegetazione della foresta. Nel 1862 il naturalista tedesco Gustav Wallis prese nota di una maloca (capanna) di Paumari alla foce del fiume Jacaré.
I Paumari sono uno dei pochi gruppi etnici che sono riusciti a sopravvivere senza scontri e significative decurtazioni demografiche, oltre che alle esplorazioni dei colonizzatori spagnoli, anche ai periodi del boom del caucciù con relative numerose spedizioni indirizzate alla raccolta di questo lattice tra il XIX e il XX secolo. Negli anni novanta il numero di Paumari è ulteriormente aumentato, arrivando ad oltre 700 unità grazie anche agli aiuti del governo brasiliano che, tra l'altro, ha riscoperto e ridato valore ai modi, usi e lingua di questa etnia. Un censimento del 2010 porta il numero di Paumari a 1559 unità.